# Arnau Gonzàlez i Vilalta
Arnau Gonzàlez i Vilalta (Barcelona, 1980) és un historiador català que ha centrat les seves principals investigacions en diferents aspectes del nacionalisme català del període 1931-1945.

## Obra publicada
- La nació imaginada. Els fonaments dels Països Catalans, 1931-1939.  Catarroja: Editorial Afers, 2006. ISBN 84-95916-57-6.
- Els diputats catalans a les corts constituents republicanes, 1931-1933. Nacionalisme, possibilisme i reformisme social.  Barcelona: Publicacions de l'Abadia de Montserrat, 2006. ISBN 84-8415-773-3.
- La irrupció de la dona en el catalanisme.  Barcelona: Publicacions de l'Abadia de Montserrat, 2006. ISBN 84-8415-855-1.
- La creació del mite Lluís Companys. El 6 d'octubre de 1934 i la defensa de Companys per Ossorio y Gallardo.  Barcelona: Editorial Base, 2007. ISBN 978-84-85031-72-6.
- Un catalanófilo de Madrid. Epistolario catalán de Ángel Ossorio y Gallardo (1924-1942).  Bellaterra: Universitat Autònoma de Barcelona, 2007. ISBN 978-84-490-2528-0.
- Els diputats catalans a les corts republicanes, 1933-1939.  Barcelona: Publicacions de l'Abadia de Montserrat, 2009. ISBN 978-84-9883-102-3.
- Cataluńa bajo vigilancia. El consulado italiano y el fascio de Barcelona, 1930-1943, 2009. ISBN 978-84-370-8309-4.
- Lluís Companys. Un home de govern.  Barcelona: Editorial Base, 2009. ISBN 978-84-92437-26-9.
- De com es guanyen els vots. Joan Esterlich i la circumscripció de Girona durant la II República.  Palma de Mallorca: Lleonard Muntaner, 2010. ISBN 978-84-92562-70-1.
- El catalanisme davant del feixisme (1919-2018), 2018. ISBN 978-84-17082-73-4.[2]
- Procés català, classe mitjana i crisi europea, 2019. ISBN 978-84-17660-58-1.[3][4]
- Cataluña en la crisis europea (1931-1939): ¿Irlanda española, peón francés o URSS mediterránea?.  Lleida: Pagès, 2021. ISBN 978-84-9743-930-5.[5]